# Federico Giambelli
Federico Giambelli (o Gianibelli, Genebelli, Genibelli) (Mantova, metà XVI secolo – Londra, inizi XVII secolo) è stato un ingegnere e militare italiano che lavorò in Spagna, nei Paesi Bassi spagnoli e in Inghilterra tra la fine del XVI e l'inizio del XVII secolo.

## Primi anni di vita e servizio spagnolo
Avendo avuto una certa esperienza come ingegnere militare in Italia, andò in Spagna per offrire i suoi servizi a Filippo II. Tuttavia, le sue proposte ricevettero un tiepido accoglimento e poiché non riuscì a ottenere un impiego immediato dal re, si trasferì ad Anversa, dove presto ottenne una notevole reputazione per le sue conoscenze in vari dipartimenti scientifici. Si dice che si sia sposato mentre viveva lì.

## Assedio di Anversa

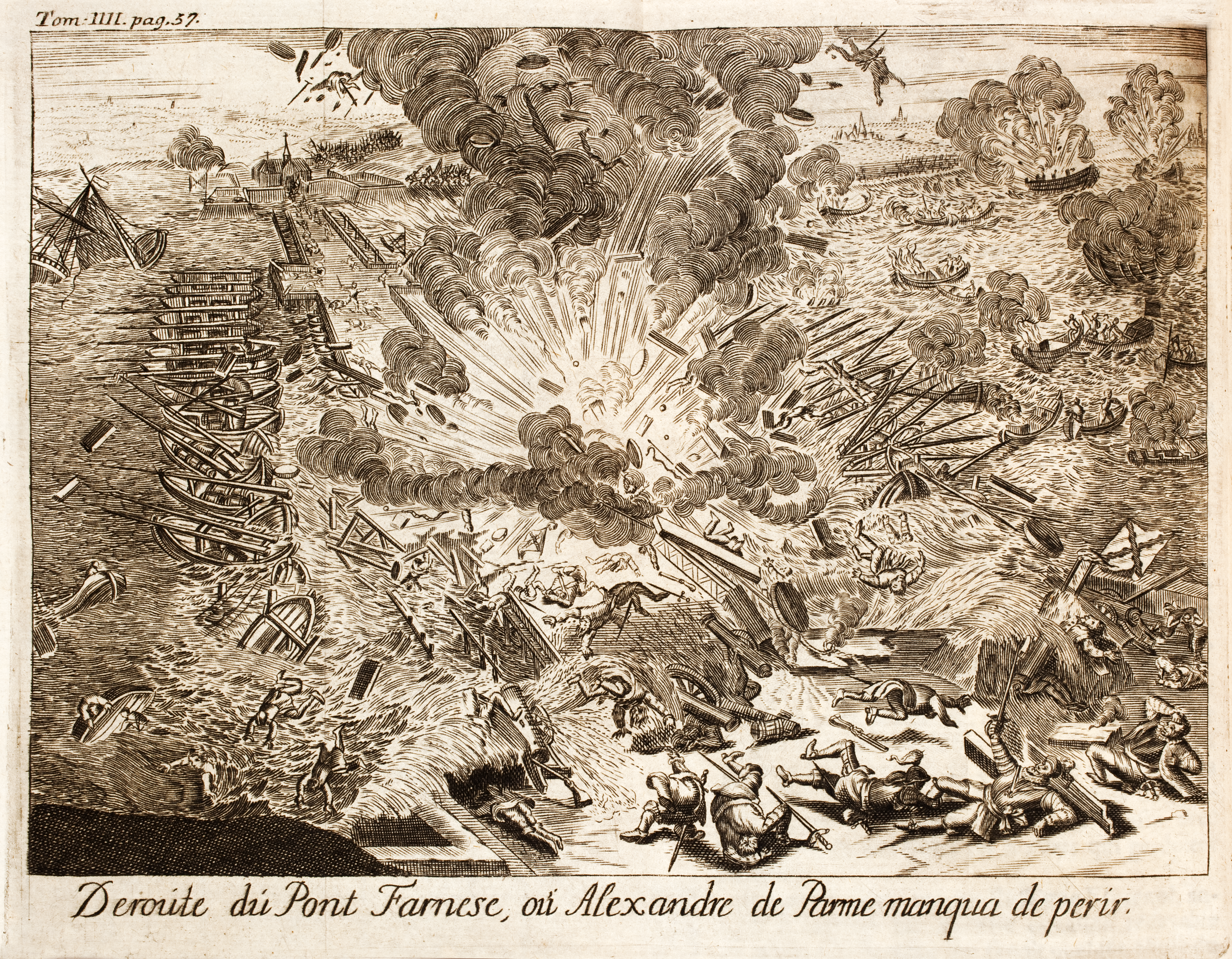
Incisione del XVIII secolo raffigurante l'esplosione di uno degli "infernali" di Giambelli sul ponte di barche del duca di Parma nell'Assedio di Anversa (1585).

Si dice che Giambelli avesse promesso di vendicarsi per il suo rifiuto della corte spagnola; e quando Anversa fu assediata da Alessandro Farnese, duca di Parma nel 1584, offrì i suoi servigi ad Elisabetta I d'Inghilterra, che, essendosi accertata delle sue capacità, lo impegnò come consigliere in sua difesa. I suoi piani per il rifornimento della città furono respinti dal senato, ma accettarono una modifica del suo piano per distruggere il ponte di barche che chiudeva l'entrata della città dal lato del mare, con la conversione di due navi di 60 e 70 tonnellate in "macchine infernali" o "hellburners". Una di queste navi esplose contro il ponte e, oltre a presumibilmente uccidere più di 1000 soldati spagnoli, procurò una breccia nella struttura di più di 61 metri di larghezza.

## Servizio in Inghilterra

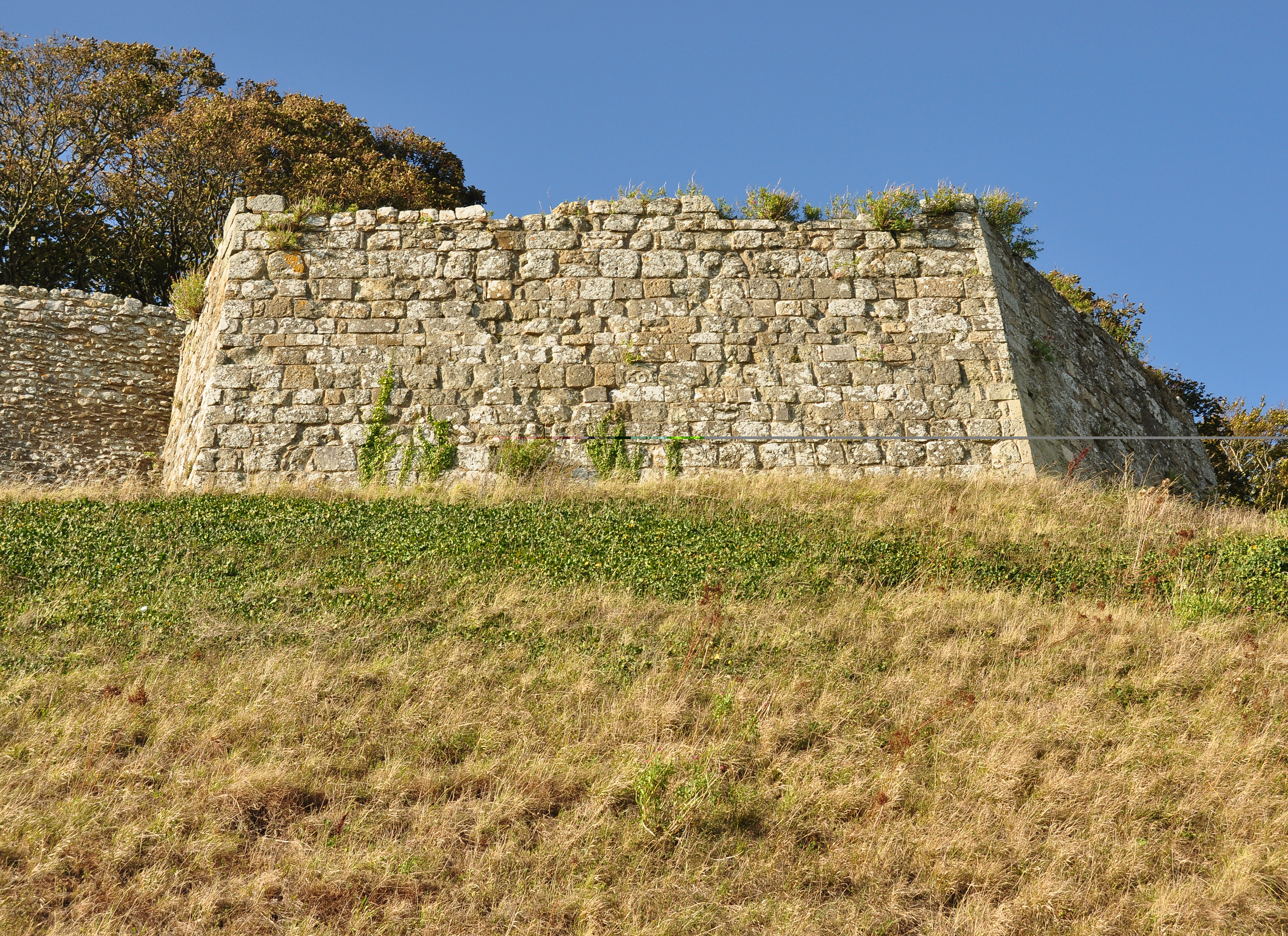
Uno dei bastioni di Giambelli al castello di Carisbrooke, costruito tra il 1597 e il 1600.

Dopo la resa di Anversa, Giambelli andò in Inghilterra, dove fu impiegato dalla Corona tra il 1585 e il 1602, ultimo ingegnere italiano alla corte inglese. Fu impegnato nei mesi di luglio e agosto del 1588 a fortificare l'estuario del Tamigi, considerato il sito più probabile per l'attesa invasione spagnola. 
A partire dal 1597, Giambelli costruì una fortificazione alla moderna che circonda il castello di Carisbrooke sull'Isola di Wight; l'opera fu completata per lo più nel 1600, ma la ristrutturazione di due torri originali del castello non fu completata fino al 1603. Nel 1602, su richiesta del Privy Council, Giambelli esaminò il forte di Plymouth Hoe, che era situato sul luogo ora occupato dalla Cittadella Reale di Plymouth, a seguito delle lamentele circa l'inadeguatezza delle difese.
Si dice che sia morto a Londra, ma l'anno della sua morte è sconosciuto.